# 池田元助
池田元助（1559年—1584年5月18日），日本戰國時代的武將，父親為池田恆興，其弟為池田輝政。通稱庄九郎、紀伊守，一說他有另一個名字叫「之助」。
還很年幼的時候，就開始仕奉織田信長。在1579年對荒木村重的討伐戰當中與其弟輝政相當活躍，不但立下戰功，也得到信長的贊賞。1582年，信長在本能寺之變當中遇害，從此成為羽柴秀吉的家臣。
1584年，在小牧長久手之戰擔任三河奇襲部隊的其中一支，結果受到德川家康所率領的德川軍逆襲，遭安藤直次討死。